# Bistum Nouna
Das Bistum Nouna (lateinisch Dioecesis Nunensis, französisch Diocèse de Nouna) ist eine in Burkina Faso gelegene römisch-katholische Diözese mit Sitz in Nouna. Es umfasst den östlichen Teil der Region Boucle du Mouhoun.

## Geschichte
Papst Pius XII. gründete mit der Apostolischen Konstitution Ad evangelizationis am 12. Juni 1947 die Apostolische Präfektur Nouna aus Gebietsabtretungen der Apostolischen Präfektur Gao. Sie wurde im Oktober 1951 zum Apostolischen Vikariat erhoben.
Mit der Bulle Dum tantis wurde es am 15. November 1966 zum Bistum erhoben, das dem Erzbistum Ouagadougou als Suffragandiözese unterstellt wurde. Am 10. April 1962 verlor es einen Teil seines Territoriums zugunsten der Errichtung der Mission sui juris San.
Mit dem Dekret Apostolicis der Kongregation für die Evangelisierung der Völker am 3. Dezember 1975 wurde der Bischofssitz von Nouna nach Dédougou verlegt wegen der größeren Wichtigkeit dieser Stadt und nahm den Namen Nouna-Dédougou an. Die Kirche Sainte Anne wurde die Kathedrale des Bistums und die Cathédrale Notre Dame du Perpétuel Sécours wurde zur Konkathedrale.
Johannes Paul II. teilte mit der Apostolischen Konstitution Grave successoris Petri vom 14. April 2000 das Bistum Nouna-Dédougou in das heutige Bistum Nouna und das neu errichtete Bistum Dédougou und unterstellte beide dem Erzbistum Bobo-Dioulasso als Suffragane.

## Ordinarien

### Apostolischer Präfekt von Nouna
- Jean-Marie Lesourd MAfr (17. Oktober 1947 – 18. Oktober 1951)

### Apostolischer Vikar von Nouna
- Jean-Marie Lesourd MAfr (18. Oktober 1951 – 14. September 1955)

### Bischöfe von Nouna
- Jean-Marie Lesourd MAfr (14. September 1955 – 5. Juli 1973)
- Zéphyrin Toé (5. Juli 1973 – 3. Dezember 1975)

### Bischof von Nouna-Dédougou
- Zéphyrin Toé (3. Dezember 1975 – 14. April 2000, dann Bischof von Dédougou)

### Bischöfe von Nouna
- Joseph Sama (14. April 2000 – 25. Januar 2025)
- Guy Mukasa Sanon (seit 25. Januar 2025)

## Statistik
| Jahr | Bevölkerung | Bevölkerung | Bevölkerung | Priester     | Priester         | Priester       | Priester               | Ständige Diakone | Ordensleute  | Ordensleute      | Pfarreien |
| Jahr | Katholiken  | Einwohner   | %           | Gesamtanzahl | Diözesanpriester | Ordenspriester | Katholiken je Priester | Ständige Diakone | Ordensbrüder | Ordensschwestern | Pfarreien |
| ---- | ----------- | ----------- | ----------- | ------------ | ---------------- | -------------- | ---------------------- | ---------------- | ------------ | ---------------- | --------- |
| 1950 | 7.390       | 865.500     | 0,9         | 21           |                  | 21             | 351                    |                  |              |                  | 7         |
| 1969 | 51.255      | 560.000     | 9,2         | 105          | 53               | 52             | 488                    |                  | 14           | 30               | 12        |
| 1980 | 55.201      | 699.000     | 7,9         | 58           | 15               | 43             | 951                    |                  | 54           | 43               | 12        |
| 1987 | 72.445      | 789.000     | 9,2         | 62           | 22               | 40             | 1.168                  |                  | 55           | 55               | 12        |
| 1997 | 112.268     | 1.373.385   | 8,2         | 60           | 48               | 12             | 1.871                  |                  | 23           | 78               | 14        |
| 2000 | 40.000      | 400.000     | 10,0        | 23           | 14               | 9              | 1.739                  |                  | 9            | 24               | 4         |
| 2003 | 55.418      | 428.843     | 12,9        | 24           | 19               | 5              | 2.309                  |                  | 10           | 6                | 6         |
| 2013 | 95.800      | 586.000     | 16,3        | 31           | 31               |                | 3.090                  |                  | 4            | 21               | 9         |
| 2019 | 73.835      | 751.277     | 9,8         | 36           | 36               |                | 2.050                  |                  | 14           | 25               | 10        |